# Єфремов Олег Миколайович
Олег Миколайович Єфремов (рос. Оле́г Никола́евич Ефре́мов; 1 жовтня 1927, Москва, Російська РФСР — 24 травня 2000, Москва, Росія) — російський актор ерзянського походження, режисер і театральний діяч, народний артист СРСР (1976), Герой Соціалістичної Праці (1987).

## Біографія
Народився 1 жовтня 1927 року. В Москві.
У 1949 році закінчив Школу-студію МХАТ (майстерня Василя Топоркова) і став актором і режисером Центрального Дитячого театру, також став викладати в школі-студії МХАТ.
У 1956 році організував і очолив театр «Современник».
З 1970 року — актор і головний режисер МХАТ СРСР ім. М. Горького.
З 1976 року став професором школи-студії МХАТ.
Режисер-постановник низки кінофільмів. У 1987 році був знятий документальний фільм на тему розділу МХАТу «Олег Єфремов. Щоб був театр» (режисер Марина Голдовська).

## Родина
Дружина — актриса, Народна артистка Росії Покровська Алла Борисівна. Син — актор Єфремов Михайло Олегович. Тесть — Покровський Борис Олександрович.

## Нагороди
- Лауреат Державних премій СРСР:
  - 1969 — трилогія «Декабристи», «Народовольці», «Більшовики».
  - 1974 — вистава «Сталевари».
  - 1983 — вистава «Так переможемо!».
- Заслужений діяч мистецтв РРФСР (1967)
- Народний артист РРФСР (1969)
- Народний артист СРСР (1976).
- «Золота маска» — приз конкурсу-огляду акторів московських театрів (1976).
- Приз журі Всесоюзного телефестивалю в Ленінграді («Дні хірурга Мишкина», 1976).
- Золота зірка Героя Соціалістичної Праці (1987).
- Орден «За заслуги перед Вітчизною» III ступеня (1997).
- Премія «Кришталева Турандот» (1997, «За доблесне служіння театру»).
- Державна премія Росії (1997, «За збереження і розвиток традицій російського психологічного театру у виставі „Три сестри“»).
- Приз ім. П. Луспекаева «Пані удача» на кінофестивалі «Кіношок» в Анапі (1997).
- Премія «Золотий Овен» (За внесок у кіномистецтво) (1997)
- Спеціальний приз журі Національної театральної премії «Золота маска» (1998, за спектакль «Три сестри»).
- Премія мерії Москви «За унікальний внесок в культуру» (1999).

## Фільмографія
- 1955 — Перший ешелон — Олексій Степанович Узоров
- 1956 — Саша вступає в життя — епізод
- 1957 — Розповіді про Леніна — Фелікс Едмундович Дзержинський
- 1957 — Поруч з нами — секретар райкому комсомолу
- 1958 — Важке щастя — рудий хлопець
- 1958 — Йшли солдати ... — Сенько Радунський
- 1960 — Випробувальний термін — Улян Григорович Жур
- 1961 — Академік з Асканії — Федот Антипович Якушенко, нарком
- 1961 — Відрядження — Михайло Арсентійович Щербаков, винахідник
- 1961 — Любушка — Олімп Іванович Лутошкін, наїзник
- 1962 — Мій молодший брат — Віктор Якович Денисов
- 1963 — Живі і мертві — полковник Іванов
- 1963 — Співробітник НК — Ілларіонов, чекіст
- 1964 — Викликаємо вогонь на себе — «Дядя Вася», зв'язковий
- 1965 — Війна і мир — Долохов
- 1965 — Дзвонять, відкрийте двері — Василь Дресвянніков
- 1965 — Будується міст — кореспондент з Москви
- 1966 — Айболить-66 — Айболить
- 1966 — Бережись автомобіля — Максим Підберезовиков, слідчий
- 1967 — Дорога палаючого фургона — секретар райкому
- 1967 — Пряма лінія — полковник
- 1967 — Врятуйте потопаючого — співаючий пісню
- 1967 — Гніт (короткометражний)
- 1967 — Штрихи до портрету В. І. Леніна — Юлій Осипович Мартов
- 1968 — Ще раз про любов — Лев Карцев, штурман
- 1969 — Гори, гори, моя зірко — художник Федір
- 1969 — Король-олень — Дурандарте
- 1969 — Мама вийшла заміж — Віктор Степанович Леонов
- 1969 — Свій — Павло Романович Кошелев
- 1969 — Тільки три ночі — Іван Петрович Хворостін, голова
- 1970 — Біг — полковник
- 1970 — Випадок з Полиніним — Микола Миколайович Полинин, льотчик
- 1971 — Все королівське військо — Адам Стентон
- 1971 — Нюркине життя — Михайло Антонович Логінов, бригадир
- 1971 — Ти і я — Олег Павлович
- 1972 — Місто на Кавказі (короткометражний) — Миколаїв Віктор Сергійович
- 1972 — За все у відповіді — Олег Петрович Голованченко, начальник цеху
- 1972 — Здрастуй і прощай — Григорій Степанович Буров, дільничний
- 1973 — Чацький — це я! (документальний)
- 1974 — Обіцянка щастя — майор Кузьмін
- 1975 — Лісові гойдалки — Матвій Петрович Єгоров, колишній льотчик
- 1975 — Ольга Сергіївна — Віктор Анатолійович Курдюмов
- 1975 — Там, за горизонтом — професор
- 1976 — Вічно живі (фільм-спектакль) — Федір Іванович Бороздін
- 1976 — Дні хірурга Мішкіна — Євген Львович Мишкін
- 1976 — Пригощаю горобиною (фільм-спектакль) — головна роль
- 1977 — А. П. Чехов. Три сестри (фільм-спектакль) — ведучий
- 1977 — Вороги — Михайло Скробот, купець
- 1977 — Засідання парткому (фільм-спектакль) — Василь Трифонович Потапов, бригадир
- 1977 — Дні хірурга Мишкина
- 1977 — Рудін — Дмитро Миколайович Рудін
- 1978 — Коли я стану велетнем — Сергій Костянтинович
- 1978 — Комісія з розслідування — Василь Микитович Жолудов, головний конструктор реактора
- 1978 — Останній шанс — Михайло Іванович Горохов
- 1979 — Активна зона — Євген Дмитрович Новіков, новий секретар парткому АЕС
- 1979 — Уявний хворий — Арган
- 1979 — Відкрита книга — Антон Марлін
- 1979 — Поема про крила — Сергій Васильович Рахманінов
- 1980 — Одного разу двадцять років потому — Ілля Миколайович, художник
- 1981 — Було у батька три сини — Дмитро Олексійович
- 1981 — Шофер на один рейс — Михайло Антонович Артюхін, шофер
- 1982 — Інспектор ДАІ — Федір Антонович Гринько, майор міліції
- 1982 — Формула пам'яті — Яків Прокопович Зеленін, секретар міськкому
- 1983 — У місті хороша погода (фільм-спектакль) — Павло Петрович Ледньов, голова міськвиконкому
- 1983 — Графоман (фільм-спектакль) — Петро Кіндратович Мокін
- 1983 — Серед тисячі доріг — Петро Васильович Миколаїв, художник
- 1984 — Продовжись, продовжись, чарівність… — Скворцов Антон Миколайович, пенсіонер
- 1984 — Чужа дружина і чоловік під ліжком — Олександр Дем'янович
- 1985 — «Батальйони просять вогню» — Василь Матвійович Гуляєв, командир полку
- 1985 — Обережно — Васильок! — Микола Іванович
- 1985 — «Від зарплати до зарплати» — Володимир Іванович Єфімов, економіст, керуючий банку
- 1985 — «Такий дивний вечір у вузькому сімейному колі» (фільм-спектакль) — Юрій Петрович
- 1986 — «Таємниця Снігової Королеви» — Голос Казки
- 1987 — Перша зустріч, остання зустріч — Єгор Дмитрович Занзевєєв, винахідник
- 1987 — Чому вбили Улофа Пальме? (Фільм-спектакль)
- 1987 — Так переможемо! (Фільм-спектакль) — ведучий
- 1988 — Кабала святош (фільм-спектакль) — Жан-Батист Поклен де Мольєр
- 1988 — Неприкаяний — Георгій Васильович Ветлугін, хормейстер
- 1988 — Політ птаха — Сторожка Павло Архипович, директор танкового заводу
- 1990 — Шапка — Петро Миколайович Лукін
- 1991 — І повертається вітер… — Сергій Йосипович Юткевич
- 1992 — Можлива зустріч (фільм-спектакль) — Георг Фрідріх Гендель
- 1995 — Ширлі-мирлі — Микола Григорович, сусід
- 1997 — Ах, навіщо ця ніч…
- 1998 — Дядя Ваня. Сцени з сільського життя (фільм-спектакль) — Астров
- 1998 — Твір до Дня Перемоги — Киловатов Дмитро
- 1998 — Чехов і Ко — отець Сава Жезлів / поміщик Камишов

### Озвучування
- 1957 — Виконання бажань (анімаційний) — Зербіно
- 1963 — Три товстуни (анімаційний) — Просперо
- 1978 — Чесне слово (анімаційний) — читає текст